# La Venexiana
La Venexiana es un grupo italiano especializado en la música del Renacimiento fundado a mediados de la década de 1990s por su director, el contratenor Claudio Cavina.

## El grupo
Aunque en sus primeros tiempos realizaron incursiones en el Barroco, su repertorio actual está centrado en la interpretación de madrigales renacentistas italianos de compositores como Luca Marenzio, Carlo Gesualdo, Sigismondo d'India, Giaches de Wert, Luzzasco Luzzaschi y sobre todo de Claudio Monteverdi. De este último han grabado la "Monteverdi Edition" con la integral en 8 volúmenes de todos los madrigales del compositor.
Sus componentes son: Rossana Bertini, Valentina Coladonato, Nadia Ragni, Claudio Cavina, Giuseppe Maletto, Sandro Naglia y Daniele Carnovich.
El nombre del grupo deriva de una comedia renacentista de autor anónimo llamada La Venexiana que es considerada como una de las referencias más importantes en el teatro italiano de su tiempo.
El grupo empezó grabando en 1996 para la compañía discográfica Opus 111, después para Cantus y desde 1998 graba en exclusiva para Glossa.

## Discografía
Álbumes originales:
- 1996 - Benedetto Marcello: La Stravaganza. Duetti & Cantate. Opus 111
- 1996 - Francesco Gasparini: Duetti. Opus 111 OPS 30-182
- 1997 - Barbara Strozzi: Il Primo Libro di Madrigali (1644). Cantus 9612.
- 1998 - Georg Frederic Handel: Duetti Italiani. The 10 Italian Duets. Cantus 9620
- 1998 - Agostino Steffani: Duetti da Camera. Glossa GCD 920902[2]
- 1998 - Sigismondo D'India: Il Terzo Libro de Madrigali. Glossa GCD 920903.
- 1998 - Claudio Monteverdi: Concerto. Settimo Libro dei Madrigali, 1619. Glossa GCD 920927 (2 CD).
- 1999 - Luzzasco Luzzaschi: Quinto Libro de' Madrigali, 1595. Glossa GCD 920905.
- 1999 - Luca Marenzio: Il Nono Libro de Madrigali, 1599. Glossa GCD 920906
- 2000 - Gesualdo da Venosa: Il Quarto Libro di Madrigali, 1596. Glossa GCD 920934.
- 2001 - Sigismondo D'India: Libro Primo de Madrigali, 1606. Glossa GCD 920908.[3]
- 2001 - Luca Marenzio: Il Sesto Libro de Madrigali, 1594. Glossa GCD 920909[4]
- 2002 - Claudio Monteverdi: Terzo Libro dei Madrigali, 1592. Glossa 920923.
- 2002 - Giaches de Wert: La Gerusalemme Liberata. Madrigals from the 7th, 8th & 11th Books. Glossa GCD 920911.
- 2003 - Claudio Monteverdi: Madrigali - Live in Corsica. Glossa
- 2004 - Claudio Monteverdi: Secondo Libro dei Madrigali, 1590. Glossa GCD 920922.
- 2004 - Claudio Monteverdi: Quarto Libro dei Madrigali, 1603. Glossa GCD 920924.
- 2004 - Claudio Monteverdi: Sesto Libro dei Madrigali. Glossa GCD920926.
- 2004 - Gesualdo da Venosa: Quinto Libro di Madrigali, 1611. Glossa GCD 920935.
- 2006 - Claudio Monteverdi: Quinto Libro dei Madrigali, 1605. Glossa GCD 920925[5]
- 2005 - Claudio Monteverdi: Ottavo Libro dei Madrigali, 1638. Madrigali Guerrieri et Amorosi. Glossa GCD 920928 (3 CD).
- 2006 - Claudio Monteverdi: Primo Libro dei Madrigali, 1587 - Nono Libro dei Madrigali, 1651. Glossa GCD 920921[6]
- 2006 - Claudio Monteverdi: L’Orfeo. Fabula in musica. Mantua, 1607. Glossa GCD 920913. Existen también ediciones acompañadas de un libro en inglés (Glossa GES 920913-E), francés (Glossa GES 920913-F) o español (Glossa GES 920913-S). Reeditado en 2017 en Glossa GCD 920941[6]
- 2008 - Claudio Monteverdi: Selva morale e spirituale. Glossa GCD 920914[7]
- 2009 - Claudio Monteverdi: Scherzi Musicali. Glossa GCD 920915[8]
- 2010 - Claudio Monteverdi: Il Nerone, ossia L’incoronazione di Poppea. Glossa GCD 920916[9]
- 2010 - ’Round M. Monteverdi meets jazz. Con Roberta Mameli (soprano). Glossa GCD P30917[10]
- 2011 - Francesco Cavalli: Artemisia. Glossa GCD 920918[11]
- 2011 - Luzzasco Luzzaschi: Concerto delle Dame. Glossa GCD 920919[12]
- 2012 - Claudio Monteverdi: Il ritorno d’Ulisse in patria. Glossa GCD 920920[13]
- 2016 - Francesco Cavalli: Sospiri d’amore Glossa GCD 920940[14]
- 2017 - A due alti. Chamber duets by Bononcini, Steffani, Marcello et al. Con Filippo Mineccia y Raffaele Pe. Glossa GCD 920942[15]
- 2019 - Giovanni Bononcini: La conversione di Maddalena. Oratorio, Vienna 1701. Glossa GCD 920944[16]

Álbumes recopilatorios y cajas de discos:
- 1999 - La Venexiana: Il Madrigale Italiano. Glossa. Sampler promocional con piezas extraídas de los siguientes discos:
  - 1998 - Sigismondo D'India: Il Terzo Libro de Madrigali
  - 1998 - Claudio Monteverdi: Concerto. Settimo Libro dei Madrigali, 1619
  - 1999 - Luzzasco Luzzaschi: Quinto Libro de' Madrigali, 1595
  - 1999 - Luca Marenzio: Il Nono Libro de Madrigali, 1599
- 2014 - Claudio Monteverdi: The Complete Madrigal Books. Glossa GCD 920929. Caja con 12 CD con los nueve libros de madrigales de Monteverdi.[17]
- 2016 - L’arte del madrigale. Madrigals by Wert, Marenzio, Luzzaschi,Gesualdo and D’India. Glossa 920930. Caja con 9 CD[18]

Álbumes recopilatorios junto con otros grupos:
- 1998 - Abundance. Incluye piezas grabadas por La Venexiana junto con otros grupos como: Academia Montis Regalis, Jazzogene Orchestra, Alla Francesca, Concerto Italiano, Obsidienne y Pieta de'Turchini Capella. Opus 111
- 1999 - Venice. Music and Painting from the Fourteenth to the Eighteenth Century. Incluye piezas grabadas por La Venexiana junto con otros grupos como: Concerto Italiano, Europa Galante, Le Parlement de Musique-Strasbourg, Ensemble Micrologus o La Fenice Theater Orchestra. Opus 111